# Psiguria warscewiczii
Psiguria warscewiczii är en gurkväxtart som först beskrevs av Joseph Dalton Hooker, och fick sitt nu gällande namn av R.P. Wunderlin. Psiguria warscewiczii ingår i släktet Psiguria och familjen gurkväxter. Inga underarter finns listade i Catalogue of Life.